# Большая Дубна (деревня)
Больша́я Дубна́ — деревня в Орехово-Зуевском муниципальном районе Московской области. Входит в состав сельского поселения Малодубенское. Население — 130 чел. (2010).

## География
Деревня Большая Дубна расположена в северной части Орехово-Зуевского района, примерно в 7 км к северо-западу от города Орехово-Зуево. Высота над уровнем моря 123 м. Через деревню протекает река Большая Дубна. В деревне одна улица — Зелёная. Ближайший населённый пункт — деревня Никулино.

## Название

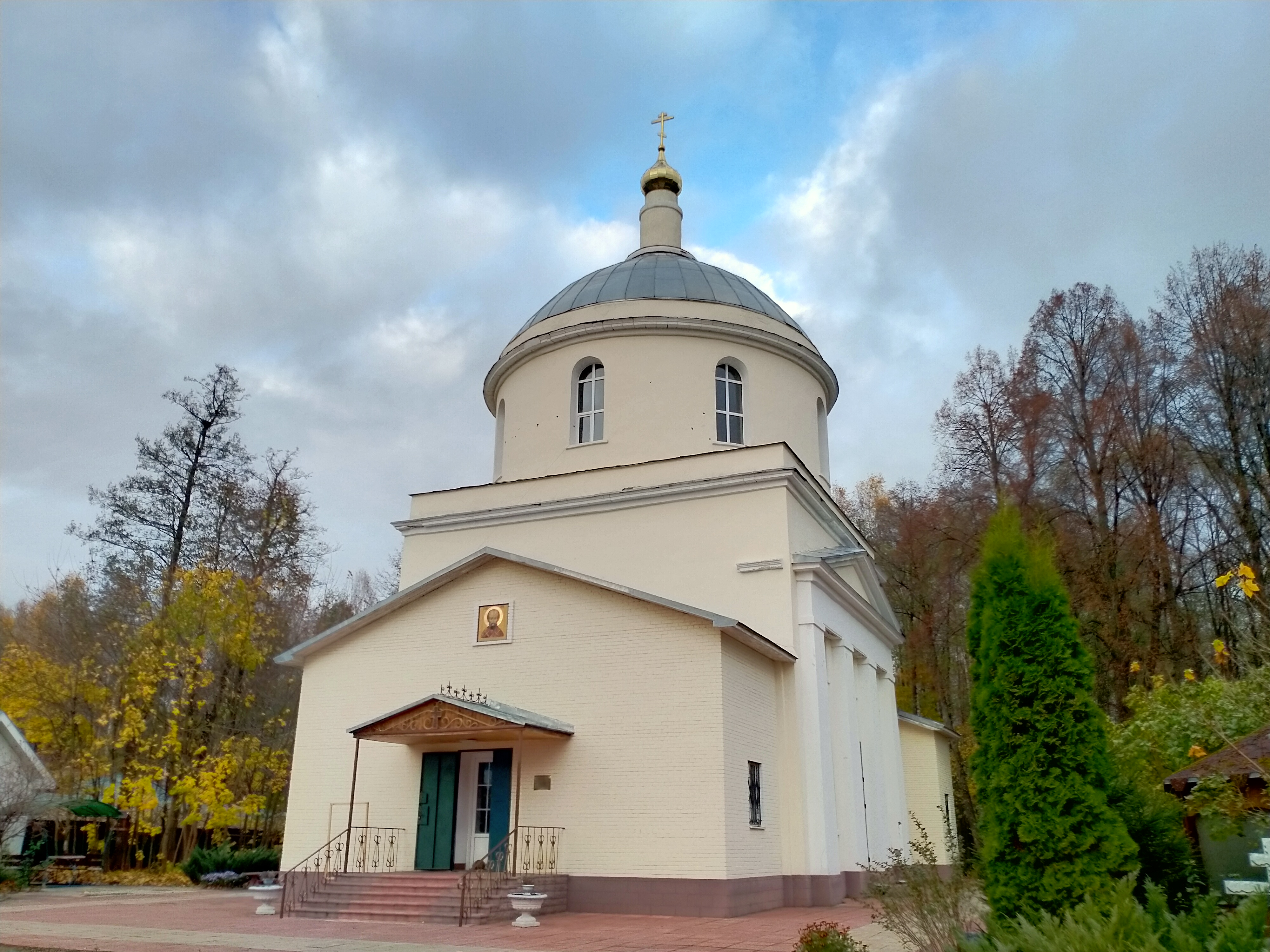
Церковь Николая Чудотворца в Житенине (Большая Дубна, Орехово-Зуевский район)

Название связано с расположением деревни на реке Большая Дубна.

## История
В начале XIX века деревня находилась в собственности прапорщика Чемоданова.
В XIX — начале XX века деревня входила в Покров-Слободскую волость Покровского уезда Владимирской губернии и относилась к Житенинскому приходу.
В 1926 году деревня являлась центром Большого Дубенского сельсовета Покровской волости Орехово-Зуевского уезда Московской губернии.
С 1929 года — населённый пункт в составе Орехово-Зуевского района Орехово-Зуевского округа Московской области, с 1930-го, в связи с упразднением округа, — в составе Орехово-Зуевского района Московской области.
До муниципальной реформы 2006 года Большая Дубна входила в состав Малодубенского сельского округа Орехово-Зуевского района.

## Население
В 1859 году в деревне 45 дворов (жителей 138 — мужского пола, 160 — женского). В 1913 году — 527 жителей. В 1925 году — 80 дворов и 437 жителей. В 1926 году в деревне проживало 393 человека (172 мужчины, 221 женщина), насчитывалось 81 хозяйство, из которых 72 было крестьянских. По переписи 2002 года — 126 человек (66 мужчин, 60 женщин).
| 1926 | 2002 | 2006 | 2010 |
| ---- | ---- | ---- | ---- |
| 393  | ↘126 | ↗168 | ↘130 |